# Gari (espada)
La gari es una espada de Nias, una isla frente a la costa oeste de la provincia de Sumatra Sptentrional, Indonesia. Es un término usado para un tipo de espada del norte de Nias.

## Descripción
Es una espada de hoja estrecha, ligeramente curvada en la punta. La empuñadura tiene la forma de la cabeza de una lasara y una protuberancia de hierro larga y curvada ("lengua"), que aparece en el centro de la boca abierta. La vaina, al igual que la hoja, está ligeramente curvada en el extremo. Puede estar decorada con listones de latón y tallas de madera. Se pueden colocar objetos mágicos en la parte superior de la vaina.

## Cultura
La gari se utiliza durante las ceremonias de boda en el norte de Nias. La pareja se parará con el sacerdote debajo de las figuras de los antepasados, con los tres agarrando al gari mientras el sacerdote canta una oración. La gari también se utiliza como parte de la presentación de la dote al padre de la novia.